# Sybille de Selys Longchamps
Pour les autres membres de la famille, voir Famille de Selys Longchamps.
La baronne Sybille Michèle Émilie Marie Ghislaine de Selys Longchamps
 (née le 28 août 1941 à Uccle) est une aristocrate belge.

## Biographie
Sybille de Selys Longchamps est la fille du comte Michel François Raphaël Marie Ghislain de Selys Longchamps (1910-1983), ambassadeur du roi des Belges, et de la comtesse Pauline Julie Caroline Marie Ghislaine Cornet de Ways-Ruart (1914-1953). Elle épouse en 1962 Jacques Pol Pascal Marie Ghislain Boël (1929-2022), écuyer, administrateur de sociétés, descendant d'une famille d'industriels. Elle a une liaison avec le prince Albert, alors prince de Liège et héritier de la couronne de Belgique, de 1966 à 1984. Le 22 février 1968, elle accouche d'une fille, prénommée Delphine, qui reçoit à sa naissance le nom de son père légal, Jacques Boël. Sybille de Selys divorce en 1978 et se remarie en 1982 avec L'honorable Michael Anthony Rathborne Cayzer (1929-1990), fils cadet du baron Rotherwick of Tylney. 
En octobre 2020, Delphine est reconnue officiellement princesse de Belgique et prend le nom de son père biologique, de Saxe-Cobourg,.

## Famille
Michel-François de Selys Longchamps, père de Sibylle de Selys est le frère de Jean de Selys Longchamps, (1912-1943) aviateur héroïque.